# Kobarid
Kobarid là một khu tự quản (tiếng Slovenia: občine, số ít – občina) trong vùng Goriška của Slovenia. Kobarid có diện tích 192.7 km2, dân số là theo điều tra ngày 31 tháng 3 năm 2002 là 4472 người. Thủ phủ khu tự quản Kobarid đóng tại Kobarid.